# Getachew Atsbha
Getachew Yohanes Atsbha (26 juni 1996) is een Ethiopisch wielrenner die in 2017 reed voor Dimension Data for Qhubeka.

## Carrière
In 2012 wist hij in de Ronde van Rwanda viermaal in de top tien van een etappe te eindigen en behaalde hij een vierde plaats in het eindklassement. In 2015 behaalde hij met zijn landgenoten Kibrom Giday, Temesgen Buru en Tsgabu Grmay brons op het onderdeel ploegentijdrit op de Afrikaanse kampioenschappen wielrennen. In 2013 maakte hij deel uit van MTN-Qhubeka WCC, de opleidingsploeg van MTN-Qhubeka.
In juni 2016 werd Atsbha nationaal kampioen tijdrijden in Mek'ele. Vier dagen later werd hij, achter Hafetab Weldu, tweede in de wegwedstrijd. Tweeënhalve maand later eindigde hij alle vijf etappes van de Tour Meles Zenawi bij de beste acht, waardoor hij op de derde plaats in het algemeen klassement eindigde en het jongerenklassement op zijn naam schreef. In oktober van dat jaar nam hij deel aan het wereldkampioenschap bij de beloften. In de wegwedstrijd eindigde hij op de laatste plek. In de tijdrit, waarvoor hij wel op de startlijst stond, startte hij niet.

## Overwinningen
2012
Berg- en jongerenklassement Ronde van Rwanda
2016
 Ethiopisch kampioen tijdrijden, Elite
 Ethiopisch kampioen tijdrijden, Beloften
Jongerenklassement Tour Meles Zenawi

## Ploegen
- 2017 –  Dimension Data for Qhubeka (tot 30-9)

Areruya · Atsbha · de Bod · Chokri · Dlamini · Eyob · Gebreigzabhier · Main · Mugisha · Navarra · Visser · Weldu · van Niekerk (stagiair)